# Capcom
Capcom (jap. 株式会社カプコン, Kabushiki-gaisha Kapukon) ist ein japanischer Videospielentwickler und -publisher mit Sitz in Osaka. Vertretungen existieren in Sunnyvale, London, Hongkong und Hamburg. Die Abkürzung steht für Capsule Computers.

## Geschichte
Capcom wurde 1979 von Kenzo Tsujimoto als I.R.M Corporation gegründet. Die ersten von Capcom entwickelten Spiele waren lediglich in der Spielhalle spielbar. Darunter waren die Shoot ’em ups 1942 und Vulgus. Bei den Arcade-Spielen kam das hauseigene CP System zum Einsatz.
1985 erschien Ghosts ’n Goblins, welches zum Grundstein einer Serie werden sollte. Auch die 1987 entstandenen Spiele Street Fighter für Arcade-Systeme und Mega Man für das Nintendo Entertainment System sollten zahlreiche Fortsetzungen nach sich ziehen. Die Pflege und Fortsetzung etablierter Serien ist eines der Markenzeichen von Capcom.
1995 bis 1996 wurden von Capcom Coin-Op, einer Tochtergesellschaft von Capcom USA, Flipper und Arcade-Automaten produziert.
1996 kreierte Mikami Shinji Resident Evil für die PlayStation, welches zu einem großen Erfolg wurde und dem Genre des Survival Horror zum Durchbruch verhalf. In Anlehnung an die Resident-Evil-Reihe entstanden weitere Serien wie Devil May Cry, Onimusha und Dino Crisis.
Die Umsetzung der Spiele auf verschiedene Plattformen brachte Capcom den Vorwurf ein, sich nur noch auf die etablierten Serien zu stützen und diese auszuschlachten. Das Unternehmen reagierte darauf mit einer Reihe innovativer Spiele, die in den 2000er Jahren auf den Markt kamen, darunter killer7, Viewtiful Joe und P.N.03.
Capcom produzierte zeitweise auch diverse Flipperautomaten (u. a. Big Bang Bar), aufgrund der Entwicklungen auf diesem Markt wurden allerdings seit 1999 keine weiteren Maschinen entwickelt.
2018 veröffentlichte Capcom schließlich Monster Hunter: World für Playstation 4, Xbox One und Microsoft Windows, welches sich bis bisher (Stand: 30. Juni 2020) 16,1 Mio. mal verkaufen konnte. Das Spiel entwickelte sich zum bisher Erfolgreichsten des Publishers. Auch das 2019 erschienene Remake von Resident Evil 2 konnte mit 7,2 Mio. verkauften Einheiten (Stand: 30. Juni 2020) die Erwartungen übertreffen.

## Auswahl an Spielen und Spieleserien
- 1941: Counter Attack
- 1942
- 1943: The Battle of Midway
- Ace Attorney
- Asuras Wrath
- Beat Down - Fist of Vengeance
- Black Tiger
- Breath of Fire
- Bionic Commando
- Capcom vs. SNK und Marvel vs. Capcom
- Clock Tower
- Commando
- Dark Void
- Dead Rising
- Dino Crisis
- Devil May Cry
- Dragon’s Dogma
- DuckTales
- Final Fight
- Ghost Trick - Phantom Detektiv
- Ghosts ’n Goblins
- Ghouls ’n Ghosts
- Haunting Ground
- killer7
- Lost Planet
- Mega Man
- Monster-Hunter-Reihe
- Ōkami
- Onimusha
- Resident Evil
- Remember Me
- Sengoku Basara
- Shadow of Rome
- Steel Battalion
- Street Fighter
- Street Fighter II
- The Legend of Zelda: Oracle of Ages/Oracle of Seasons
- The Legend of Zelda: The Minish Cap
- Viewtiful Joe
- Zack & Wiki: Der Schatz von Barbaros
- Monster Hunter: World
- Jump Force